# Курочкин, Константин Яковлевич
Константин Яковлевич Курочкин (15 ноября 1923 — 8 июля 2014) — советский и российский военный деятель, заместитель командующего ВДВ (1968—1982), первый заместитель начальника Главного управления кадров Министерства обороны СССР, генерал-полковник.

## Биография
Родился в с. Белый Колодезь Золотухинского района Курской области.
Окончил (1939) 1-ю Московскую специальную артиллерийскую школу и Пензенское артиллерийское училище (май 1941).
Участник Великой Отечественной войны с первых дней боевых действий в звании лейтенанта. До августа 1944 года на Карельском фронте, затем был первым помощником начальника штаба 275-го гвардейского миномётного полка 58-й гвардейской артиллерийской бригады 3-го Украинского фронта.
После войны служил в ВДВ. Окончил с отличием Военную академию имени М. В. Фрунзе (1960), Военную академию Генерального штаба ВС СССР (1966) — также с отличием.
В 1961—1964 годах командир 106-й гвардейской воздушно-десантной дивизии.
В 1968—1982 заместитель командующего ВДВ. В августе-сентябре 1968 руководитель оперативной группы по проведению военной операции в Чехословакии.
Участник войны в Афганистане. В 1982—1985 годах главный военный советник при министре обороны Народной Республики Анголы.
В 1985—1991 годах первый заместитель начальника Главного управления кадров МО СССР. Генерал-полковник.
С 1991 в отставке. 

Могила на Ваганьковском кладбище

Похоронен на Ваганьковском кладбище (28 уч.) в Москве.

## Награды
- орден Ленина,
- два ордена Красного Знамени,
- ордена Отечественной войны I и II степени,
- четыре ордена Красной Звезды,
- ордена «За службу Родине в Вооружённых Силах СССР» II и III степени,
- орден Че Гевары (Куба),
- Орден Заслуг перед Отечеством ГДР 3-й степени (1988)
- различные медали.